# 開蘭進士楊士芳旗杆座
開蘭進士楊士芳旗杆座位於宜蘭市南側，鄰近宜蘭運動公園。為清朝進士楊士芳所立。2007年10月9日公告為縣定古蹟。

## 歷史背景
楊士芳是同治七年（1868年）進士，也是宜蘭地區唯一一個進士。
清同治十三年（1874年），楊士芳重修位於擺厘庄的舊宅，並在同時大廳前方大埕上豎立一對旗杆座，分別刻有「同治十三年九月」「戊辰科進士分發浙江即用知縣楊士芳立」字樣。

## 古蹟現況
由於年代久遠，目前僅存旗杆基座及旗杆夾，古蹟面積約3.25平方公尺。

## 引用資料
1. ↑  . 文化部文化資產局. （原始内容存档于2019-01-21）.